# Bitwa pod Brańskiem
Bitwa  pod Brańskiem – bitwa stoczona 23 czerwca 1264 pomiędzy Jaćwingami a wojskami polskimi w czasie wyprawy odwetowej księcia Bolesława V Wstydliwego.
Na początku 1264 Jaćwingowie najechali ziemię sandomierską, docierając aż pod Tarczek w Górach Świętokrzyskich, dokonując poważnych spustoszeń. W odwecie książę krakowski Bolesław Wstydliwy zorganizował wyprawę przeciwko Jaćwingom, której celem było powstrzymanie niszczycielskich najazdów oraz szerzenie religii chrześcijańskiej. Dobrze zorganizowana armia polska dotarła do Brańska, gdzie prawdopodobnie starła się z Jaćwingami dowodzonymi przez wodza Komata (Kumata). Plemię poniosło klęskę, a sam Komat poległ. Według legendy dla Komata usypano kurhan, a domniemane miejsce bitwy zwane jest Kumatowym Uroczyskiem.